# Coelorachis cancellata
Coelorachis cancellata là một loài thực vật có hoa trong họ Hòa thảo. Loài này được (Ridl.) Bor mô tả khoa học đầu tiên năm 1962.